# ميك كابونغو
ميك كابونغو (بالفرنسية: Myck Kabongo)‏ مواليد 12 يناير 1992 في لوبومباشي، جمهورية الكونغو الديمقراطية، هو لاعب كرة سلة كندي. بدأ مسيرته الاحترافية في سنة 2013. يلعب مع بيتيشت في الدوري الروماني لكرة السلة كلاعب هجوم خلفي. يحمل الرقم 0. يبلغ طوله 6 قدم 3 بوصة (1.9 م). لعب مع فورت واين ماد أنتس وإري بايهوكس.

## روابط خارجية
- ميك كابونغو على موقع الاتحاد الدولي لكرة السلة (الإنجليزية)
- ميك كابونغو على موقع سبورتس رفرنس (الإنجليزية)
- ميك كابونغو على موقع كرة السلة الأوروبية.كوم (الإنجليزية)
- ميك كابونغو على موقع DraftExpress.com (الإنجليزية)
- ميك كابونغو على موقع كلية كرة السلة في سبورتس رفرنس.كوم (الإنجليزية)
- ميك كابونغو على موقع ريلجم (الإنجليزية)
- ميك كابونغو على موقع بروبوليرز (الإنجليزية)
- ميك كابونغو على موقع سبورتس رفرنس (الإنجليزية)